# Domessargues
 (septembre 2021).
La mise en forme du texte ne suit pas les recommandations de Wikipédia : il faut le « wikifier ».
Les points d'amélioration suivants sont les cas les plus fréquents. Le détail des points à revoir est peut-être précisé sur la page de discussion.
- Les titres sont pré-formatés par le logiciel. Ils ne sont ni en capitales, ni en gras.
- Le texte ne doit pas être écrit en capitales (les noms de famille non plus), ni en gras, ni en italique, ni en « petit »…
- Le gras n'est utilisé que pour surligner le titre de l'article dans l'introduction, une seule fois.
- L'italique est rarement utilisé : mots en langue étrangère, titres d'œuvres, noms de bateaux, etc.
- Les citations ne sont pas en italique mais en corps de texte normal. Elles sont entourées par des guillemets français : « et ».
- Les listes à puces sont à éviter, des paragraphes rédigés étant largement préférés. Les tableaux sont à réserver à la présentation de données structurées (résultats, etc.).
- Les appels de note de bas de page (petits chiffres en exposant, introduits par l'outil «  Source ») sont à placer entre la fin de phrase et le point final[comme ça].
- Les liens internes (vers d'autres articles de Wikipédia) sont à choisir avec parcimonie. Créez des liens vers des articles approfondissant le sujet. Les termes génériques sans rapport avec le sujet sont à éviter, ainsi que les répétitions de liens vers un même terme.
- Les liens externes sont à placer uniquement dans une section « Liens externes », à la fin de l'article. Ces liens sont à choisir avec parcimonie suivant les règles définies. Si un lien sert de source à l'article, son insertion dans le texte est à faire par les notes de bas de page.
- La présentation des références doit suivre les conventions bibliographiques. Il est recommandé d'utiliser les modèles {{Ouvrage}}, {{Chapitre}}, {{Article}}, {{Lien web}} et/ou {{Bibliographie}}. Le mode d'édition visuel peut mettre en forme automatiquement les références.
- Insérer une infobox (cadre d'informations à droite) n'est pas obligatoire pour parachever la mise en page.

Pour une aide détaillée, merci de consulter Aide:Wikification.
Si vous pensez que ces points ont été résolus, vous pouvez retirer ce bandeau et améliorer la mise en forme d'un autre article.
Domessargues, est une commune française située dans le centre du département du Gard, en région Occitanie.
Exposée à un climat méditerranéen, elle est drainée par la Courme, le ruisseau de l'Auriol et par un autre cours d'eau. La commune possède un patrimoine naturel remarquable composé d'une zone naturelle d'intérêt écologique, faunistique et floristique.
Domessargues est une commune rurale qui compte 750 habitants en 2022, après avoir connu une forte hausse de la population depuis 1968. Elle fait partie de l'aire d'attraction de Nîmes. Ses habitants sont appelés les Domessarguois ou  Domessarguoises.
Le patrimoine architectural de la commune comprend un immeuble protégé au titre des monuments historiques : l'église Saint-Étienne, inscrite en 1971.

## Géographie
L'altitude moyenne de Domessargues est de 130 mètres environ. Sa superficie est de 7,32 km2. Sa latitude est de 43.977 degrés Nord et sa longitude de 4.169 degrés Est.

### Localisation
Domessargues se trouve dans le Sud de la France, aux portes des Cévennes et à une heure de la Méditerranée. Les communes de Mauressargues et Sauzet sont limitrophes de la commune de Domessargues

### Milieux naturels et biodiversité

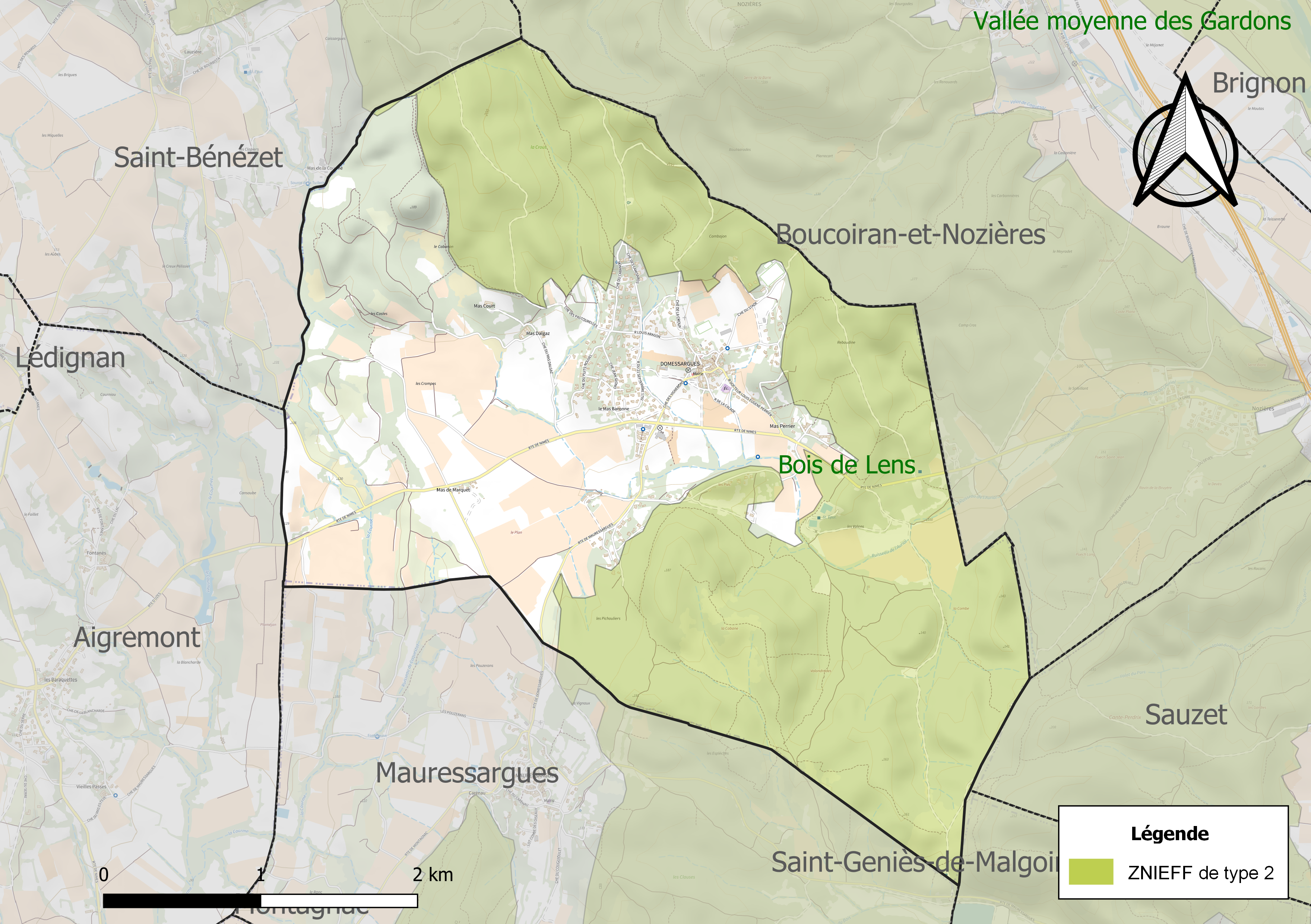
Carte de la ZNIEFF de type 2 localisée sur la commune.

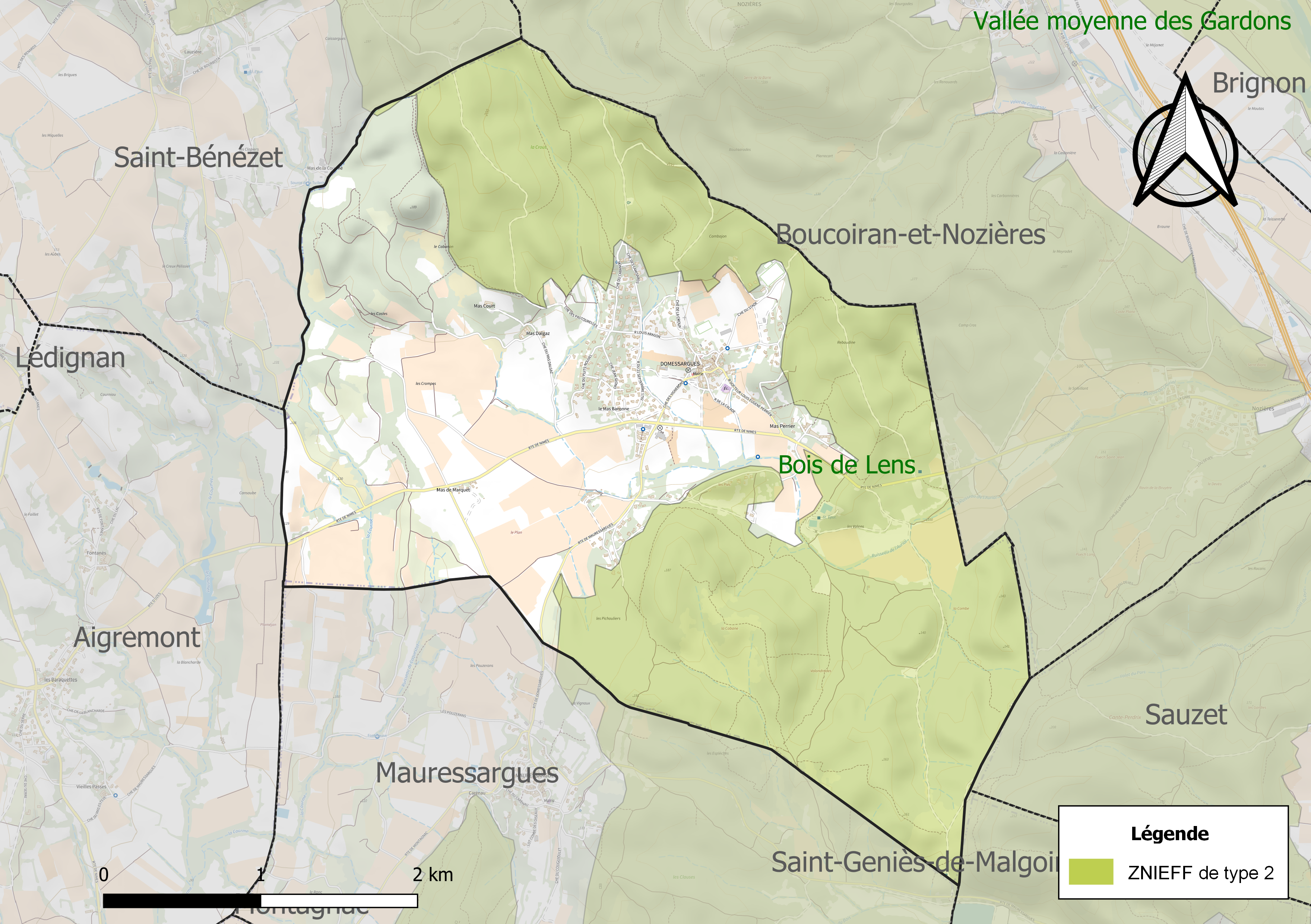
Carte de la ZNIEFF de type 2 localisée sur la commune.

L’inventaire des zones naturelles d'intérêt écologique, faunistique et floristique (ZNIEFF) a pour objectif de réaliser une couverture des zones les plus intéressantes sur le plan écologique, essentiellement dans la perspective d’améliorer la connaissance du patrimoine naturel national et de fournir aux différents décideurs un outil d’aide à la prise en compte de l’environnement dans l’aménagement du territoire.
Une ZNIEFF de type 2 est recensée sur la commune :
le « bois de Lens » (8 318 ha), couvrant 19 communes du département.

### Climat
Pour des articles plus généraux, voir Climat de l'Occitanie et Climat du Gard.
En 2010, le climat de la commune est de type climat méditerranéen franc, selon une étude s'appuyant sur une série de données couvrant la période 1971-2000. En 2020, Météo-France publie une typologie des climats de la France métropolitaine dans laquelle la commune est exposée à un climat méditerranéen et est dans la région climatique Provence, Languedoc-Roussillon, caractérisée par une pluviométrie faible en été, un très bon ensoleillement (2 600 h/an), un été chaud (21,5 °C), un air très sec en été, sec en toutes saisons, des vents forts (fréquence de 40 à 50 % de vents > 5 m/s) et peu de brouillards.
Pour la période 1971-2000, la température annuelle moyenne est de 13,7 °C, avec une amplitude thermique annuelle de 17,2 °C. Le cumul annuel moyen de précipitations est de 897 mm, avec 6,7 jours de précipitations en janvier et 3,2 jours en juillet. Pour la période 1991-2020, la température moyenne annuelle observée sur la station météorologique la plus proche, située sur la commune de La Rouvière à 7 km à vol d'oiseau, est de 14,5 °C et le cumul annuel moyen de précipitations est de 914,4 mm,. Pour l'avenir, les paramètres climatiques de la commune estimés pour 2050 selon différents scénarios d’émission de gaz à effet de serre sont consultables sur un site dédié publié par Météo-France en novembre 2022.

## Urbanisme

### Typologie
Au 1er janvier 2024, Domessargues est catégorisée bourg rural, selon la nouvelle grille communale de densité à sept niveaux définie par l'Insee en 2022.
Elle est située hors unité urbaine. Par ailleurs la commune fait partie de l'aire d'attraction de Nîmes, dont elle est une commune de la couronne,. Cette aire, qui regroupe 92 communes, est catégorisée dans les aires de 200 000 à moins de 700 000 habitants,.

### Occupation des sols
L'occupation des sols de la commune, telle qu'elle ressort de la base de données européenne d’occupation biophysique des sols Corine Land Cover (CLC), est marquée par l'importance des forêts et milieux semi-naturels (58,3 % en 2018), une proportion sensiblement équivalente à celle de 1990 (58,8 %). La répartition détaillée en 2018 est la suivante : 
forêts (40,8 %), cultures permanentes (19,2 %), milieux à végétation arbustive et/ou herbacée (17,5 %), zones agricoles hétérogènes (14,1 %), prairies (4,5 %), zones urbanisées (3,8 %). L'évolution de l’occupation des sols de la commune et de ses infrastructures peut être observée sur les différentes représentations cartographiques du territoire : la carte de Cassini (XVIIIe siècle), la carte d'état-major (1820-1866) et les cartes ou photos aériennes de l'IGN pour la période actuelle (1950 à aujourd'hui).

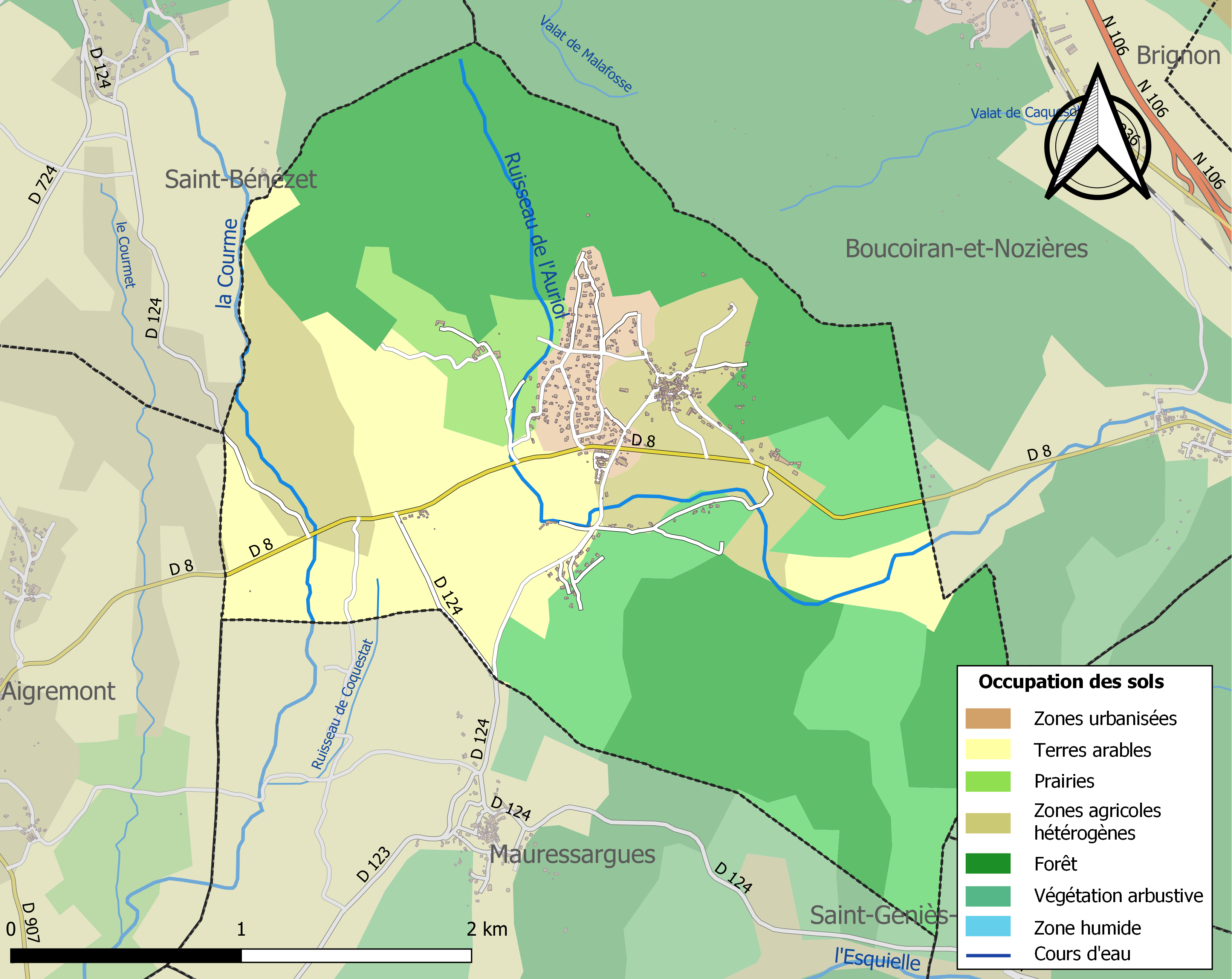
Carte des infrastructures et de l'occupation des sols de la commune en 2018 (CLC).

### Milieux naturels et biodiversité
L’inventaire des zones naturelles d'intérêt écologique, faunistique et floristique (ZNIEFF) a pour objectif de réaliser une couverture des zones les plus intéressantes sur le plan écologique, essentiellement dans la perspective d’améliorer la connaissance du patrimoine naturel national et de fournir aux différents décideurs un outil d’aide à la prise en compte de l’environnement dans l’aménagement du territoire.
Une ZNIEFF de type 2 est recensée sur la commune :
le « bois de Lens » (8 318 ha), couvrant 19 communes du département.

### Voies de communication et transports
Le réseau départemental de transport par cars a été mis en place par le Conseil Général du Gard au cours de l'année 2009.

### Risques majeurs
Le territoire de la commune de Domessargues est vulnérable à différents aléas naturels : météorologiques (tempête, orage, neige, grand froid, canicule ou sécheresse), inondations, feux de forêts et séisme (sismicité faible). Il est également exposé à un risque technologique, le transport de matières dangereuses. Un site publié par le BRGM permet d'évaluer simplement et rapidement les risques d'un bien localisé soit par son adresse soit par le numéro de sa parcelle.

#### Risques naturels
Certaines parties du territoire communal sont susceptibles d’être affectées par le risque d’inondation par débordement de cours d'eau et par une crue torrentielle ou à montée rapide de cours d'eau, notamment le ruisseau de l'Auriol et la Courme. La commune a été reconnue en état de catastrophe naturelle au titre des dommages causés par les inondations et coulées de boue survenues en 1982, 1992, 1993, 1994, 2001, 2002, 2005 et 2014,.

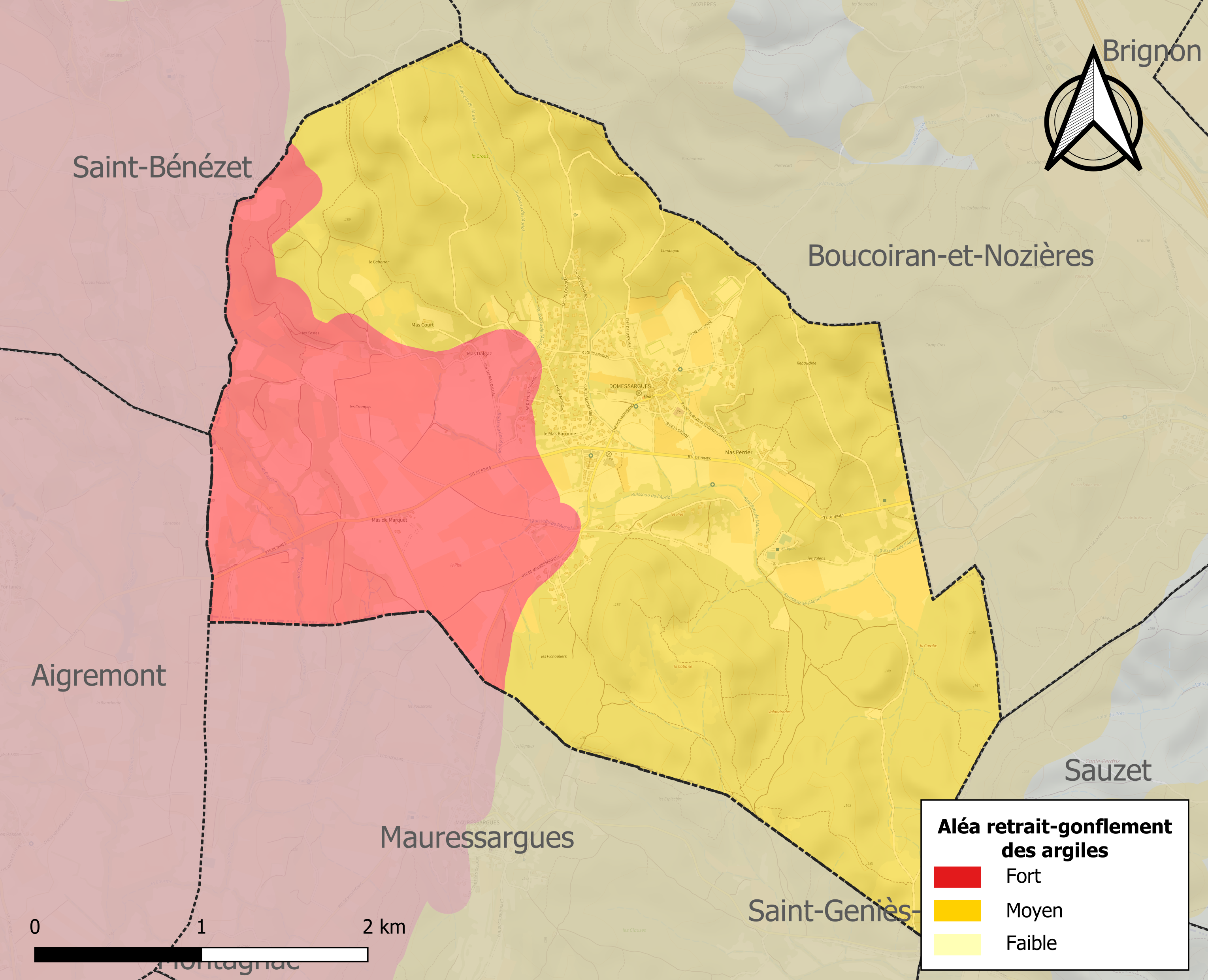
Carte des zones d'aléa retrait-gonflement des sols argileux de Domessargues.

Le retrait-gonflement des sols argileux est susceptible d'engendrer des dommages importants aux bâtiments en cas d’alternance de périodes de sécheresse et de pluie. La totalité de la commune est en aléa moyen ou fort (67,5 % au niveau départemental et 48,5 % au niveau national). Sur les 269 bâtiments dénombrés sur la commune en 2019, 269 sont en aléa moyen ou fort, soit 100 %, à comparer aux 90 % au niveau départemental et 54 % au niveau national. Une cartographie de l'exposition du territoire national au retrait gonflement des sols argileux est disponible sur le site du BRGM,.
Par ailleurs, afin de mieux appréhender le risque d’affaissement de terrain, l'inventaire national des cavités souterraines permet de localiser celles situées sur la commune.

#### Risques technologiques
Le risque de transport de matières dangereuses sur la commune est lié à sa traversée par des infrastructures routières ou ferroviaires importantes ou la présence d'une canalisation de transport d'hydrocarbures. Un accident se produisant sur de telles infrastructures est en effet susceptible d’avoir des effets graves au bâti ou aux personnes jusqu’à 350 m, selon la nature du matériau transporté. Des dispositions d’urbanisme peuvent être préconisées en conséquence.

## Toponymie
D'un nom d'homme Dominiciu et suffixe -anicis[réf. souhaitée].
Occitan Doumessargue, du roman Domensan, Domenssanegues, Domessanengues, du bas latin Domensanicæ, Domessanicæ.
Ses habitants s'appellent les Domessarguois et Domessarguoises.

## Politique et administration

### Liste des maires
| Période   | Identité                                                   |
| --------- | ---------------------------------------------------------- |
| 1792-1796 | Raymon Durand                                              |
| 1796-1799 | Jean Astruc                                                |
| 1799-1812 | Jacques Floutier                                           |
| 1819-1827 | Jacob-Louis Dalgaz                                         |
| 1827-1841 | Louis Perrier                                              |
| 1841-1848 | Eugène Perrier                                             |
| 1848-1848 | François Auguste Vidal                                     |
| 1848-1870 | Auguste Bonfils                                            |
| 1870-1874 | André Bonnet                                               |
| 1874-1876 | Auguste Bonfils                                            |
| 1876-1878 | André Bonnet                                               |
| 1878-1888 | Numa Perrier                                               |
| 1888-1896 | André Bonnet                                               |
| 1896-1900 | Auguste Bertrand                                           |
| 1900-1903 | Louis Dalgaz                                               |
| 1903-1904 | Alfred Marquet                                             |
| 1904-1919 | Louis Pauc                                                 |
| 1919-1925 | Jules Vidal                                                |
| 1925-1929 | Albert Vidal                                               |
| 1929-1944 | Octave Pauc                                                |
| 1944-1945 | Emile Perrier (Président du Comité local de la Libération) |
| 1945-1965 | Octave Pauc                                                |
| 1965-1988 | Jean Reboul                                                |
| 1988-1989 | Louis Pauc                                                 |

| Période | Période  | Identité        | Étiquette | Qualité                                |
| ------- | -------- | --------------- | --------- | -------------------------------------- |
| 1989    | En cours | Bernard Clément | PCF       | Retraité, Président de l'ADECR du Gard |

## Population et société

### Démographie
L'évolution du nombre d'habitants est connue à travers les recensements de la population effectués dans la commune depuis 1793. Pour les communes de moins de 10 000 habitants, une enquête de recensement portant sur toute la population est réalisée tous les cinq ans, les populations de référence des années intermédiaires étant quant à elles estimées par interpolation ou extrapolation. Pour la commune, le premier recensement exhaustif entrant dans le cadre du nouveau dispositif a été réalisé en 2004.

En 2022, la commune comptait 750 habitants, en évolution de −1,06 % par rapport à 2016 (Gard : +2,97 %, France hors Mayotte : +2,11 %).
| 1793 | 1800 | 1806 | 1821 | 1831 | 1836 | 1841 | 1846 | 1851 |
| ---- | ---- | ---- | ---- | ---- | ---- | ---- | ---- | ---- |
| 181  | 168  | 174  | 175  | 179  | 180  | 171  | 180  | 193  |

| 1856 | 1861 | 1866 | 1872 | 1876 | 1881 | 1886 | 1891 | 1896 |
| ---- | ---- | ---- | ---- | ---- | ---- | ---- | ---- | ---- |
| 175  | 190  | 215  | 188  | 215  | 188  | 181  | 165  | 169  |

| 1901 | 1906 | 1911 | 1921 | 1926 | 1931 | 1936 | 1946 | 1954 |
| ---- | ---- | ---- | ---- | ---- | ---- | ---- | ---- | ---- |
| 173  | 188  | 167  | 167  | 178  | 178  | 150  | 155  | 170  |

| 1962 | 1968 | 1975 | 1982 | 1990 | 1999 | 2004 | 2006 | 2009 |
| ---- | ---- | ---- | ---- | ---- | ---- | ---- | ---- | ---- |
| 165  | 148  | 148  | 177  | 251  | 420  | 630  | 659  | 690  |

| 2014 | 2019 | 2022 | - | - | - | - | - | - |
| ---- | ---- | ---- | - | - | - | - | - | - |
| 671  | 743  | 750  | - | - | - | - | - | - |

### Enseignement
- Ecole Maternelle Jean-Pierre Chabrol

### Manifestations culturelles et festivités

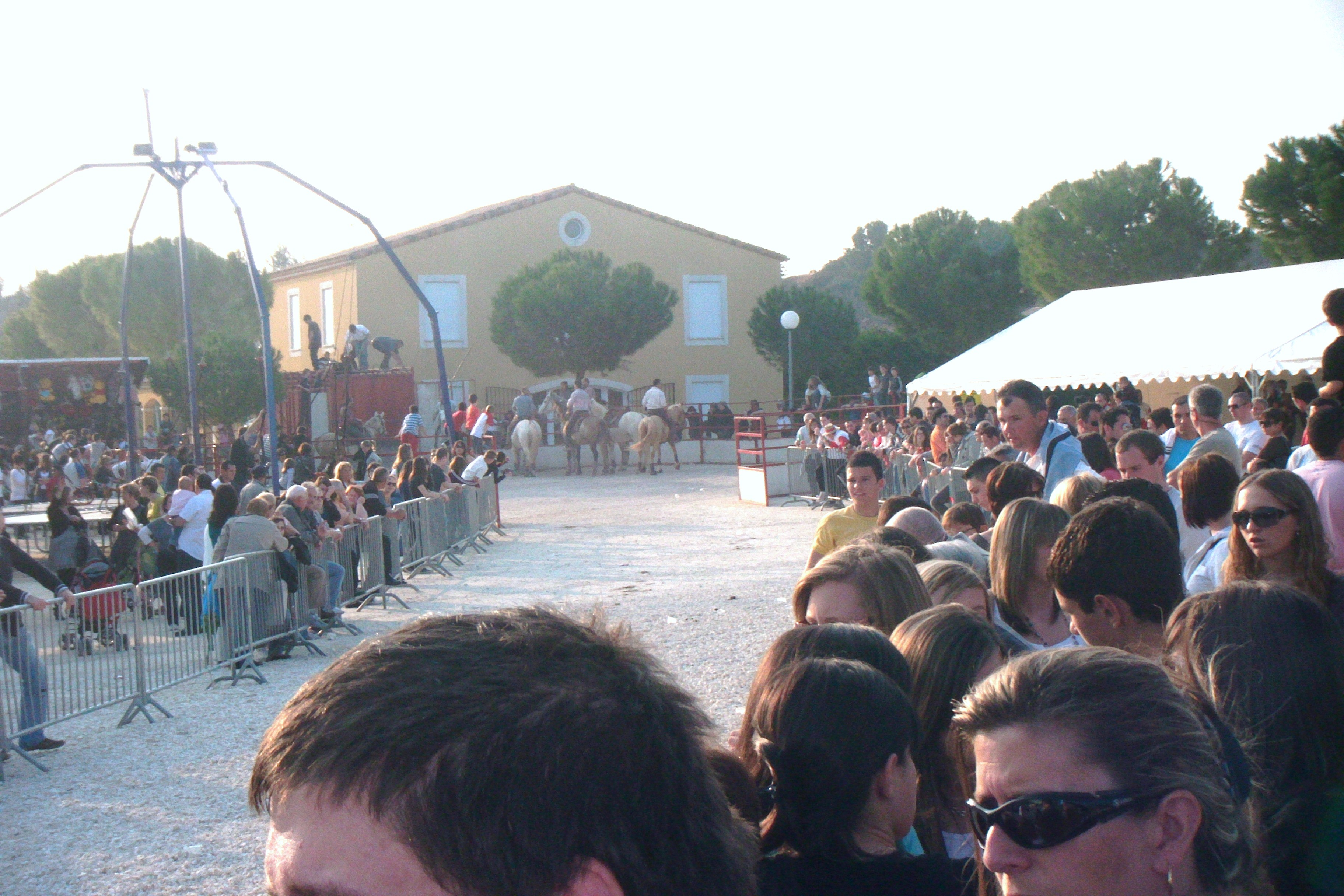
La fête de Pâquettes à Domessargues.

- Le village de Domessargues est connu pour l'inauguration annuelle de la saison des fêtes votives. À l’origine il s’agit d’une fête qu'organise un village en hommage à son saint patron. L'origine de la fête votive serait au départ religieux. Aujourd’hui Pâquettes est devenue une fête païenne. C’est le Football Club Olympique de Domessargues (FCOD) qui organise depuis 1989 la fête de Pâquettes, ayant lieu le week-end après Pâques depuis plus de 300 ans. Celle-ci consiste en jeux taurins, bodegas, musiques, et le dimanche le festival des Peña Banda.
- Chaque année une kermesse œcuménique a lieu dans la chapelle de Domessargues.

### Associations
- Club de football F.C.O.D : Le 18 mai 2008, le club accède pour la première fois de son existence à la 1re division de district, en finissant champion de sa poule.
- Karaté Club.
- DOMIDANSE : Fit'Jazz-Hip Hop-Eveil-Initiation-Orientale-Modern'Jazz-Classique
- Association Culturelle : Voyages-Sorties-Culture
- Atelier Créatif
- Association de sauvegarde de l'Eglise
- Société de Chasse

## Économie

### Revenus de la population et fiscalité
Les habitants de Domessargues (Gard) déclarent des revenus annuels de 2102 € / par mois pour un foyer fiscal moyen, soit 23 843 € par an et par foyer.
Source : calculs JDN d'après ministère de l'Economie, 20135
| Données 2015                             | Domessargues | Moyenne Nationale |
| ---------------------------------------- | ------------ | ----------------- |
| Revenu fiscal de référence moyen/foyer   | 23 843 €     | 24 761 €          |
| Impôt sur le revenu net moyen/foyer      | 2102 €       | 1291 €            |
| Patrimoine moyen des redevables de l'ISF | nc           | 2 486 516 €       |
| Montant moyen de l'ISF                   | nc           | 9 618 €           |

### Emploi et chômage[25]
| Données 2014     | Domessargues | % de la population active 15-64 ans | Moyennes des villes |
| ---------------- | ------------ | ----------------------------------- | ------------------- |
| Actifs en emploi | 274          | 85,9 %                              | 89.2                |
| Chômeurs         | 45           | 14,1 %                              | 10,8 %              |
| Inactifs         | 107          | 15,8 %                              | 14,9 %              |

### Entreprises et commerces
| Données 2015                                  | Domessargues | Moyenne des villes |
| --------------------------------------------- | ------------ | ------------------ |
| Nombre d'entreprises                          | 35           | 118,9              |
| - dont commerces et services aux particuliers | 14           | 43,4               |
| Entreprises créées                            | 3            | 14,7               |

### Édifices civils
- Ancienne cave coopérative : La cave est construite en 1945 par l'architecte Henri Floutier[27].

### Édifices religieux
- Église Saint-Étienne, du XIe siècle : Édifice composé d'une nef unique et d'une abside. L'édifice a été inscrit au titre des monuments historiques en 1971[28].

### Patrimoine culturel
- Théâtre de verdure Ghislaine Papa : parc inauguré en 2008.
- Stade des Abel : stade inauguré en 2008.
- Stade Raymond Barlaguet
- Foyer Lucie Aubrac : lieu destiné aux expositions, représentations théâtrales, spectacles, projections cinéma itinérant...
- Foyer Georges Brassens
- Foyer Paul Eluard

### Personnalités liées à la commune
- Jean Carrière : Écrivain français. Après avoir un temps séjourné dans son chalet, à Saint-Sauveur-Camprieu des Pourcils, près du mont Aigoual, Jean Carrière vivait depuis une quarantaine d’années dans une maison au pied des vignes, à Domessargues où ses obsèques ont été célébrées le 11 mai 2005.
- Louis Perrier : médecin nîmois qui crée la « Société des Eaux Minérales, Boissons et Produits Hygiéniques de Vergèze » (dans le Gard, à 15 km de Nîmes) qui deviendra eau de Perrier.

## Héraldique
| Blason de Domessargues | Blason  | D'azur, à un château de trois tours d'argent, la porte ouverte, sous l'arcade de laquelle il y a un lion rampant d'or. |
| Blason de Domessargues | Détails | Le statut officiel du blason reste à déterminer.                                                                       |